# Reprezentacja Stanów Zjednoczonych w piłce wodnej kobiet
Reprezentacja Stanów Zjednoczonych w piłce wodnej kobiet – zespół, biorący udział w imieniu Stanów Zjednoczonych w meczach i sportowych imprezach międzynarodowych w piłce wodnej, powoływany przez selekcjonera, w którym mogą występować wyłącznie zawodnicy posiadający obywatelstwo USA. Za jej funkcjonowanie odpowiedzialny jest Związek Piłki Wodnej Stanów Zjednoczonych (USWP), który jest członkiem Międzynarodowej Federacji Pływackiej.